# جزیره روسکی
جزیره روسکی (روسی: Ру́сский о́стров) یک جزیره در سرزمین پریمورسکی کشور روسیه است.